# 완주 화암사 중창비
완주 화암사 중창비(完州 花岩寺 重創碑)는 대한민국 전북특별자치도 완주군, 화암사에 자리하고 있는 비로, 이 절의 중창에 관한 내용을 담고 있다. 1981년 4월 1일 전라북도의 유형문화재 제94호로 지정되었다.

## 개요
화암사에 자리하고 있는 비로, 이 절의 중창(重創:원래의 절을 고쳐 새롭게 함)에 관한 내용을 담고 있다. 화암사는 비문의 내용을 미루어 신라 문무왕 이전에 창건되었고, 이후 여러 번의 보수를 거쳤다 한다.
비는 넓다란 사각받침 위로 비몸을 세운 모습으로, 비문이 많이 닳아 있어 읽기가 힘들다. 비문의 내용을 보면, 조선 태종 17년(1417) 평안도 관찰사로 부임했던 성달생이 절을 하나 짓고자 터를 찾아다니던 중, 화암사의 자리가 좋다는 이야기를 들었다. 결국 그의 뜻에 따라 세종 7년(1425)에 주지 해총이 절을 중창하였다. 이외에 원효대사와 의상대사가 이곳에 머물러 수도하였다는 기록도 보이며, 이들의 뜻에 따라 절을 잘 지키라는 당부의 내용도 실려있다.
세종 23년(1441)에 비문을 지어 선조 5년(1572)에 비를 세웠다.

## 같이 보기
- 화암사

## 참고 자료
- 화암사중창비 - 국가유산청 국가유산포털